# Fraccionamiento Mirador de las Monarcas
Fraccionamiento Mirador de las Monarcas är en ort i Mexiko.   Den ligger i kommunen Tarímbaro och delstaten Michoacán de Ocampo, i den södra delen av landet, 210 km väster om huvudstaden Mexico City. Fraccionamiento Mirador de las Monarcas ligger 1 865 meter över havet och antalet invånare är 377.
Terrängen runt Fraccionamiento Mirador de las Monarcas är varierad. Runt Fraccionamiento Mirador de las Monarcas är det ganska tätbefolkat, med 70 invånare per kvadratkilometer. Närmaste större samhälle är Morelia, 8,9 km sydväst om Fraccionamiento Mirador de las Monarcas. I omgivningarna runt Fraccionamiento Mirador de las Monarcas växer huvudsakligen savannskog.